# Murghab
Murghob (tadžiško Мурғоб) ali Murghab (rusko Мургаб, latinizirano: Murgab, iz perzijske besede margh-ab, kar pomeni 'prerijska reka') je glavno mesto okrožja Murghob v gorovju Pamir v Gornem Badakšanu v Tadžikistanu. Z nekaj manj kot 7500 prebivalci je Murghob edino pomembno mesto v vzhodni polovici Gorno-Badahšan. Je najvišje ležeče mesto v Tadžikistanu (in nekdanji Sovjetski zvezi) na 3650 metrih nadmorske višine. Tukaj Pamirska cesta prečka reko Bartang.
Pamirska cesta poteka severno do Sari-Taš in naprej do Oša v Kirgizistanu ter jugozahodno do glavnega mesta regije Korog. Druga cesta gre proti vzhodu preko prelaza Kulma do Karakorumske avtoceste na Kitajskem, ki se povezuje s Taškurganom na jugu in Kašgarjem na severu.

## Zgodovina
Od leta 1892 do 1893 je na mestu sedanjega mesta Murghob obstajala utrdba z imenom Šadžanski post (rusko Шаджанский пост). Nekateri zgodovinski zapisi potrjujejo, da so leta 1893 ruski vojaki na tem območju ustanovili Pamirsky post (rusko Памирский пост) kot glavno rusko utrdbo v gorovju Pamir. To naj bi bila njihova najnaprednejša vojaška postojanka v srednji Aziji. Drugi zapisi, objavljeni veliko pozneje, navajajo, da je bila Pamirsky Post dejansko ustanovljena drugje 26. julija 1903, kot nova vojašnica blizu vasi Kuni Kurgan.
Sodobno mesto Murghob je bilo zgrajeno v času sovjetske oblasti v Tadžikistanu kot počivališče ob Pamirski cesti. Staro sovjetsko vojaško postojanko so zaprli leta 2002, kar je povzročilo gospodarske težave, ki jih je delno izravnal porast turizma.

## Podnebje
Murghob ima podnebje alpske tundre (ET) po Köppnovi podnebni klasifikaciji. Povprečna letna temperatura je −3,9 °C. Najtoplejši mesec je julij s povprečno temperaturo 8,7 °C, najhladnejši mesec pa je januar s povprečno temperaturo −18,7 °C. Povprečna letna količina padavin je 347,7 mm in ima povprečno 87,1 dni s padavinami. Najbolj namočen mesec je maj s povprečno 45,1 mm padavin, najbolj suh mesec pa september s povprečno 10,9 mm padavin.

## Galerija
- Ruski uradniki stojijo pred Pamirskim Postom, 1915
- Murghob je na visoki planoti vzhodnega Pamirja
- Glavna ulica Murgoba
- Vodovod Murgob
- Murgobski bazar
- Pogled na mesto
- Uzbekistanska družina v Murgobu